# Cnephora subdiscofasciata
Cnephora subdiscofasciata är en fjärilsart som beskrevs av Paul Dognin 1918. Cnephora subdiscofasciata ingår i släktet Cnephora och familjen mätare. Inga underarter finns listade i Catalogue of Life.